# 永康糖廠

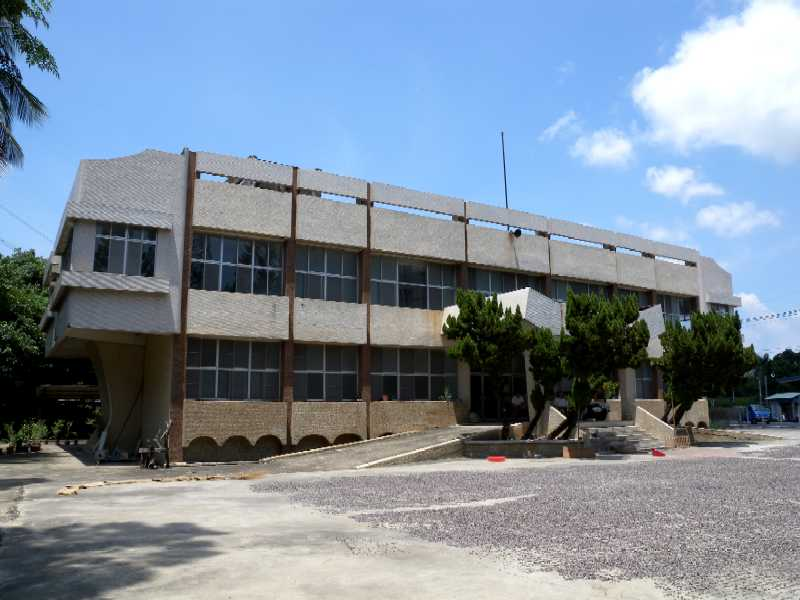
永康糖廠辦公大樓，於1980年6月動工，同年12月啟用，過去此處建有糖廠小學。該建物已拆除。

永康糖廠是一座曾經存在於於臺南永康三崁店的製糖工廠，其前身可溯及怡記洋行成立之「ベィン商會」（The Bain & Company）於日治時期明治三十九年（1906年）在今永康三民里三崁店所設製糖場。該糖廠於數度轉手後歸臺灣製糖株式會社所有，並在二次大戰後由臺糖接收，最後在民國八十二年（1993年）3月裁撤。廠區原址現已改建為可成科技總部與新竹貨運永康營運處。

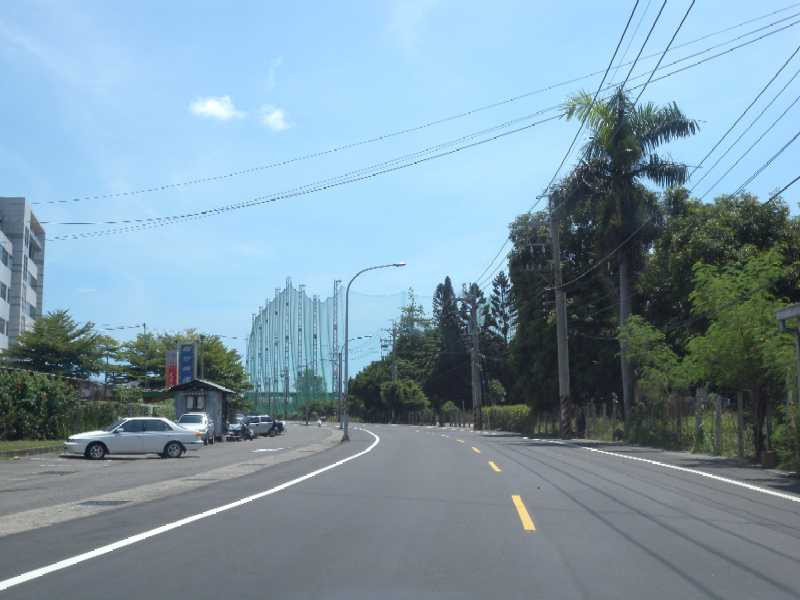
現在的永康糖廠廠區道路

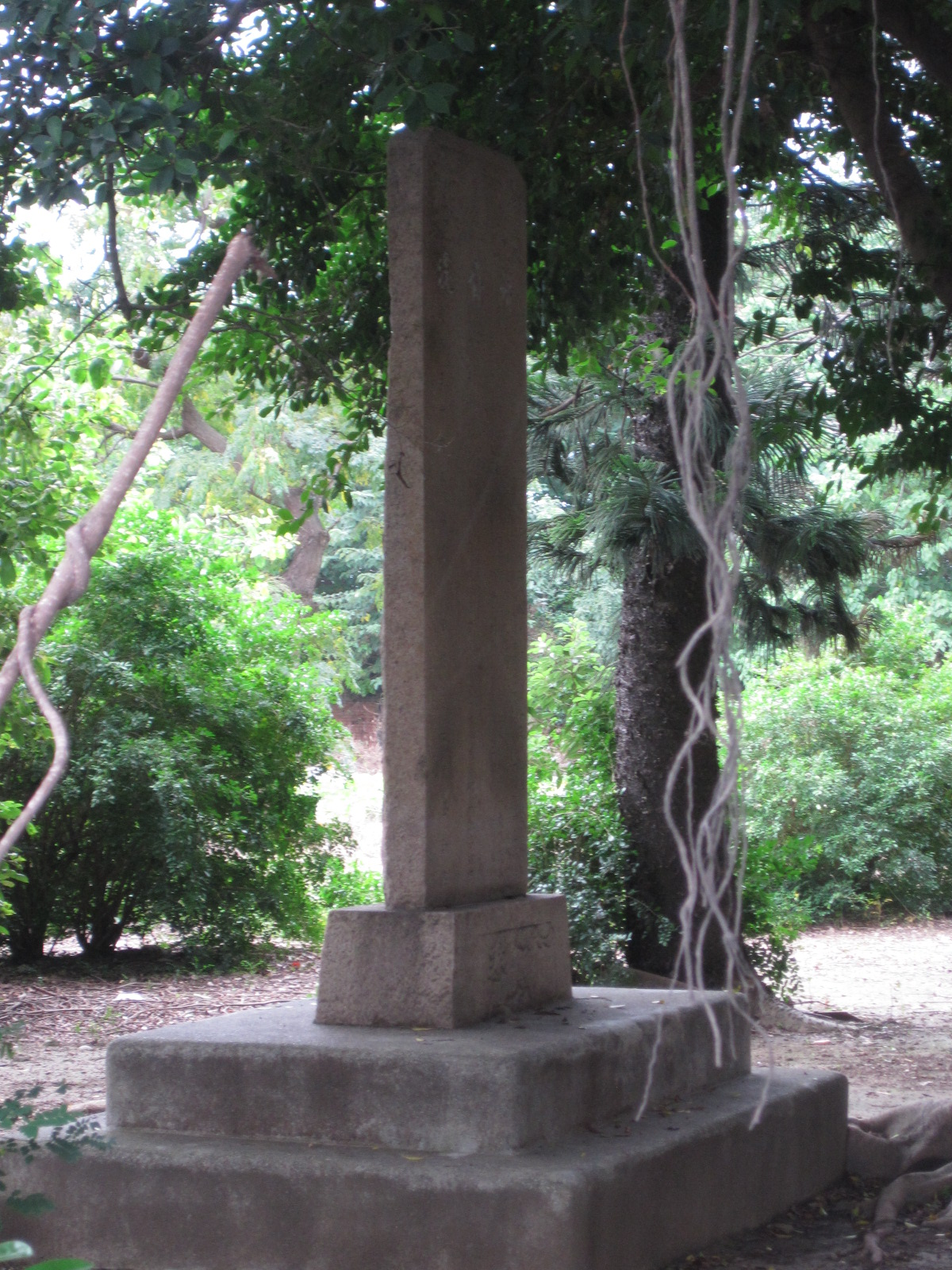
蔣公堤功德碑

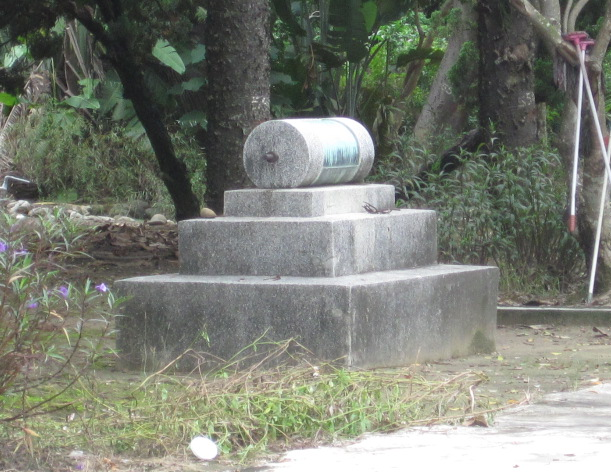
壓路滾輪紀念碑

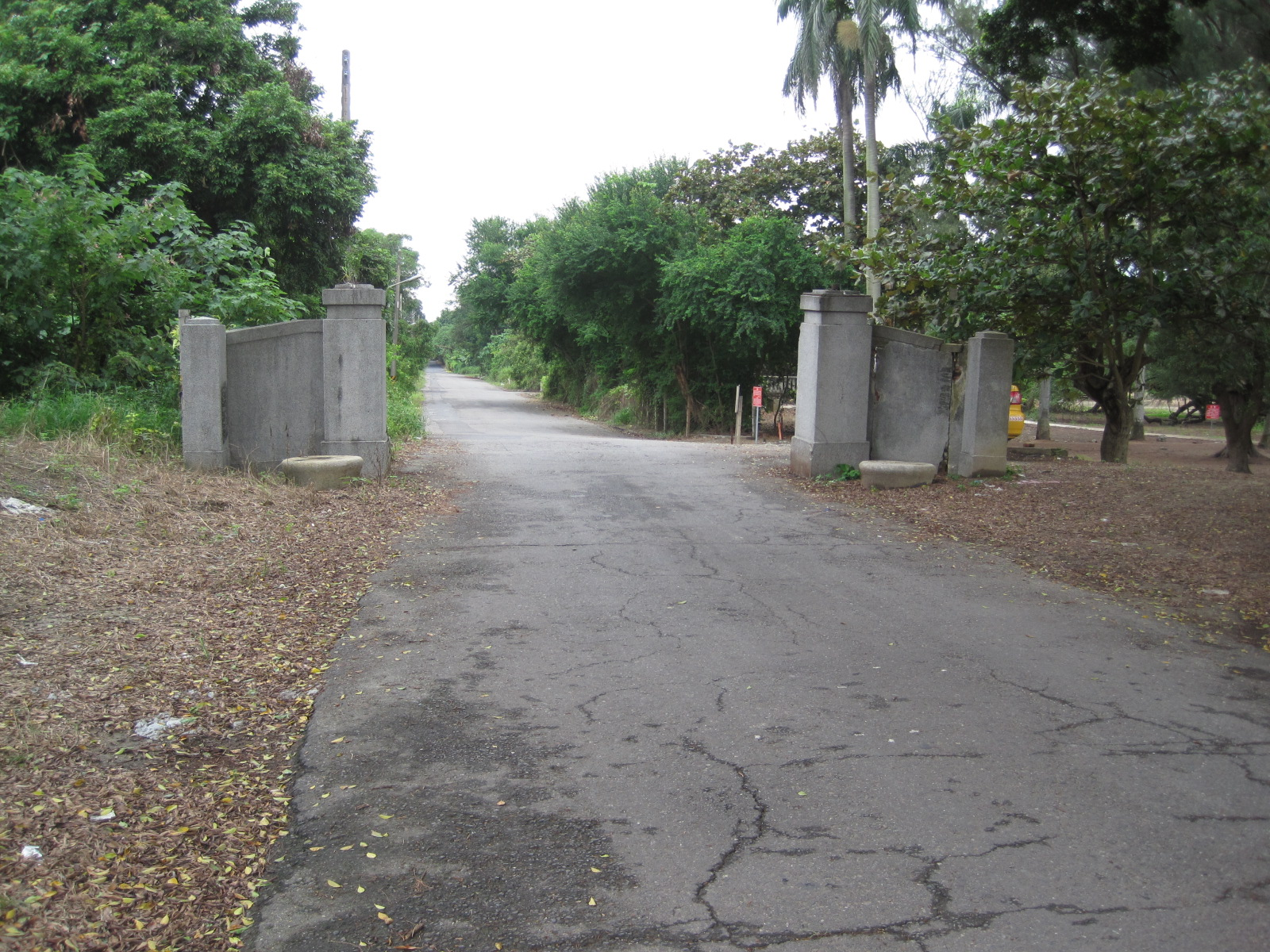
宿舍區大門

## 沿革
英商怡記洋行成立「ベィン商會」後，原利用買辦名義改良糖廍來經營製糖業，後來在明治三十九年（1906年）9月25日申請變更，於同年11月14日於三崁店建立ベィン商會製糖場，資本額有20萬日圓，壓榨能力有300公噸。後來ベィン商會將經營重心放在鳳山的分蜜工場，三崁店製糖場的部分股份讓給了F.S.D會社（The Formosa Sugar and Development Company, Ltd.）。F.S.D會社於明治四十二年（1909年）1月26日承繼三崁店製糖場後，資本額為8萬日圓，採用當時最新式的設備，壓榨能力提高為850公噸。
明治四十四年（1911年）8月19日，怡記製糖會社承繼了ベィン商會的鳳山工場與F.S.D會社的三崁店製糖場，為併入臺灣製糖株式會社做準備，該年10月怡記製糖與臺灣製糖會社便締結臨時合併契約，於11月18日於日本東京召開臨時股東大會予以認可，隔年1月17日怡記製糖併入臺灣製糖。
而在明治四十四年（1911年）三崁店製糖場受暴風雨破壞，故臺灣製糖會社接收後進行大幅整修，改稱三崁店製糖所，製糖能力再提高到1200公噸，該工場與車路墘（仁德糖廠）、灣裡製糖所（善化糖廠）為臺灣製糖會社獲利最多的工場。
二次大戰期間，三崁店製糖所於1945年1月10日起開始受到轟炸，受創嚴重，戰後原本美國國務院受中華民國政府邀請而派來考察的專家羅斯（E. A. Rose）建議因為三崁店製糖所嚴重受創，無須恢復，建議將原料、鐵道業務改由車路墘、灣裡糖場負責，但後來決定由臺灣糖業監理委員會第二區分會於民國三十五年（1946年）6月1日接管，實際負責接管者為羅宗實，三崁店製糖所改為臺灣糖業公司第二分公司（屏東總廠）三崁店糖廠後進行整修，隔年完成復舊，於36/37年期（1947/1948年）恢復生產。民國三十九年（1950年）7月臺糖改行總廠制後，三崁店糖廠改由總爺總廠管轄，之後到了民國四十七年（1958年）撤銷三崁店糖廠，改為車路墘糖廠第二製糖工廠，也稱車崁糖廠，但民國五十六年（1967年）又恢復，由麻佳總廠管轄，兩年後（1969年）依所在鄉鎮改名而改稱永康糖廠。麻佳總廠於民國六十三年（1974年）11月裁撤後，永康糖廠改為新營總廠管轄。民國七十四年（1985年）9月臺糖裁撤總廠督導部門後，永康糖廠直屬於公司管轄。期間糖廠的製糖能力由日治時期的1200公噸升高至1500公噸，民國四十九年（1960年）因臺糖推行「工場十年更新計畫」，三崁店糖廠遂更新鍋爐與馬達，壓榨能力再提高到1750公噸，民國五十六年（1967年）增添設備後變為1800公噸。此外因糖廠地勢低漥，雨季時易淹水，一度有存廢爭議，民國五十二年（1963年）在糖廠附近的鹽水溪建了提防後水患威脅性降低，遂繼續生產。
民國七十九年（1990年）11月1日，製糖工廠停閉，業務併入善化糖廠，於民國八十二年（1993年）3月正式裁撤。

## 原料區與自營農場
二次大戰後初期，三崁店糖廠有三崁店、永康、大灣、新市、港口、海寮、和順、安順、溪心、海尾10個原料區，分布在今天臺南市永康區、安南區、新市區、安定區，1951年6月蕭壠糖廠的土城子原料區移撥給三崁店糖廠後變為11個，後來1955年8月重組成三崁店、永大、新市、港口、海寮、和安、溪海、土城子8個原料區。
1957年7月，新市原料區三舍座落、港口原料區港口與港子尾座落、海寮原料區港口與管寮座落劃歸善化糖廠後，港口原料區撤銷，而後因原料區推廣面積減少，土城子原料區也在1974年7月撤銷併入溪海原料區。永康糖廠停產後，剩餘的原料區歸善化糖廠管理，而在關廠前原料區的種蔗面積約維持在1500公頃上下，最高達到2500多公頃（1976/1977年）。
而在自營農場方面，日治時期有道爺、大洲、車行、和順、一看西、二看西、新吉、媽祖宮8個農場，約1400甲，戰後重組為道爺、大洲、和順、看西、新吉、媽祖宮6個，面積約1300多甲。1966年時對農場進行整頓，隔年糖廠收回三年輪作地後，於1968年再改組為道爺、大洲、和順、安南、看西5個農場，糖廠關閉後這些農場也改由善化糖廠管理，其中和順農場在1993年9月併入安南農場。這些農場有不少為鹽分地，有些還零亂分布在蔗園之間形成無法耕作的鹽斑地。聯合國亞洲經濟發展委員會所派之荷蘭專家藍卜列支（Mr. Lambregts）在1969年來臺時建議引入小口徑案管排水改良法，臺糖先在看西農場實驗，後來在1971年起應用到看西、和順、安南等農場，也對外提供技術服務將此技術推廣至民間。而隨著時代改變，這些農場有的已變更土地用途，如大洲農場車行分場即改建有體育公園，國立臺灣歷史博物館的用地即是屬於過去的和順農場。

## 鐵道

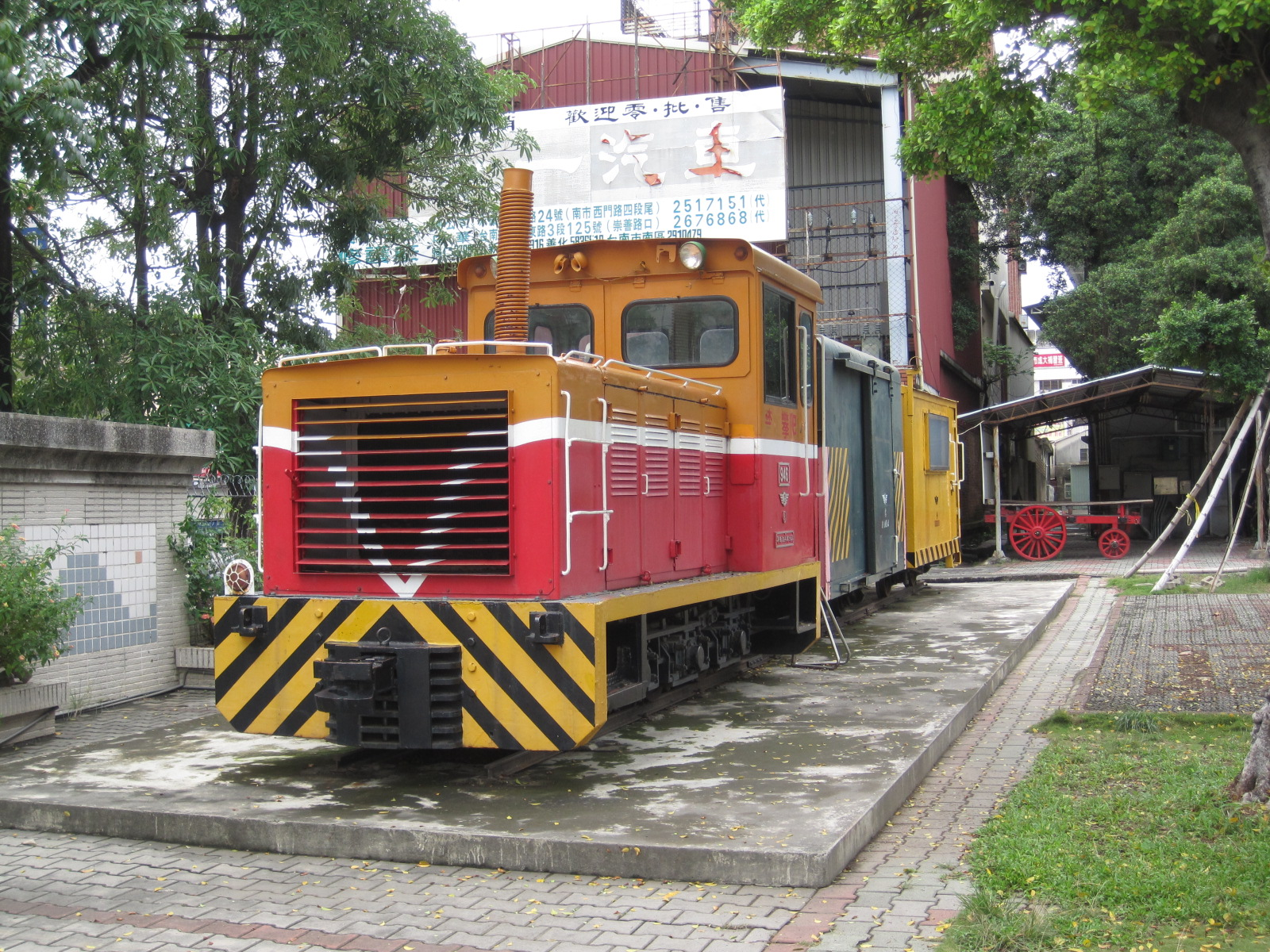
溪州946號，永康糖廠的五分車頭，現存於永康國小。

過去永康糖廠的原料與產品均仰賴鐵道運輸，鼎盛期鐵路長78.3公里，設有63個裝積場，1977年時永康糖廠的原料專用線有安順線、六塊寮線、新寮線、和順線、道爺線、看西線、媽祖廟線、大灣線、安平線、爺崁線、海寮線、本淵寮線、省線連絡線、廠內線、西勢線、新市線、橋頭東線，不過永康糖廠在1968年起已開始逐漸拆除土城子線、媽祖宮線、西勢線、橋頭東線與媽祖廟線尾段，在關廠時只剩下總長63.8公里的鐵道與47個裝積場。而上述鐵道之中的省線連絡線在日治時期名為「官道引込線」，長約2.7公里，除運送原料外也會將糖廠員工與家屬送到臺鐵永康車站，但並沒有對外營業。
永康糖廠的鐵路最初主要使用蒸汽機車，自1977年起才開始全面汰換成柴油機車。

## 糖廠小學
日治時期，臺灣製糖株式會社在1919年8月21日於後來的糖廠辦公室處建有臺南第一小學校三崁店分教場，隔年4月1日獨立為三崁店尋常小學校，後來於1921年4月1日改歸永康庄役場管轄，1941年改稱常盤國民學校。
二次大戰後於1947年11月重建完成，改稱「臺南縣臺糖第八小學」，1948年2月14日開學，先擬辦幼稚園一班、小學預備班一班、初級小學四班，後來校名改為糖廠附設「三崁店代用國民學校」，後於1960年8月與車崁糖廠另一所屬的虎山代用國民學校合併宣告裁廢，學生除少部分改至虎山國小上學，大多數轉到三村國小就讀。
| 姓名       | 備註                                 |
| 柚木滿彥   | 日本九州鹿兒島人，1921年至1928年任職 |
| 栗田利重   | 日本九州大分人，1929年至1931年任職   |
| 村山信太郎 | 日本關東茨城人，1932年至1936年任職   |
| 山本昇     | 日本九州熊本人，1937年至1939年任職   |
| 真池一二三 | 日本九州大分人，1940年至1945年任職   |
| 尉遲尚德   | 戰後首任校長                         |
| 宋又持     |                                      |
| 徐鼎銘     |                                      |
| 孫曰重     |                                      |

## 文化資產與其他
原永康糖廠宿舍區內保有已指定為臺南市的文化資產的日治時期神社遺跡與防空洞。此外在糖廠辦公室前方不遠處擺有蔣公堤碑與壓路滾輪紀念碑。
蔣公堤碑是紀念臺灣知府蔣允焄於乾隆三十年（1765年）捐俸於臺江內海附近的洲仔尾一帶築堤造橋之事蹟而於乾隆三十六年（1771年）所立的石碑，後來日治時期輾轉到了三崁店製糖所，1953年時被發現但未受重視，1956年10月17日石暘睢等人至此採集發現此碑後，此碑移至今糖廠辦公室前的庭園。
壓路滾輪紀念碑則是紀念1954年三崁店糖廠廠長楊守珍組織糖廠員工成立克難修路隊重鋪糖廠廠區內道路之事，該工程於1954年2月17日動工，1個月後完工，而所修之路命名為永珍路，工程始末則於4月時在壓路滾輪上紀念。

## 外部連結
台糖全球中文入口網 （页面存档备份，存于）